# أيمن شعبان
أيمن أحمد شعبان (1961-) هو كاتب سوري، ولد في طرطوس، وهو عضو في اتحاد الكتاب العرب - سوريا، شغل مناصب قيادية وإدارية وسياسية عديدة في الجيش والقوات المسلحة، وعمل باحثا في مركز الدراسات الإستراتيجية العسكرية عدة سنوات وأصدر فيه عدة كتب وأبحاث ودراسات، له عدة مؤلفات وبحوث منهجية اختصاصية.

## التعليم
حصل على إجازة في الإدارة من كلية الشؤون الإدارية 1983م، وعلى شهادة دبلوم مهني في إدارة الأعمال 1986، وعلى شهادة موجه سياسي ونفسي من الكلية السياسية العسكرية 2002، وعلى شهادة باحث علمي عسكري من هيئة التدريب 2004، وعلى شهادة ضابط قيادة وأركان من الأكاديمية العسكرية العليا 2006.

## مؤلفات
صدرت له عدة أعمال أدبية منها:
- الخاص والعام عن المدير ورؤساء الأقسام، دار الحياة للصحافة والطباعة والنشر سورية، 1986م
- صالح العلي ثورة .. وعقيدة - 1989م.[2]
- ألوان من تاريخ بني حمدان، الأوائل، دمشق، 1992م.[3]
- الصهيونية التي تحكم إسرائيل .. الجذور والأهداف - 1995م[4]
- الولايات المتحدة الأمريكية والأفعى الصهيونية - 1998م
- الحلم الثوري: الوحدة العربية في فكر الرئيس المناضل حافظ الأسد، 2000م.[5]
- وطن في الوفاء: مع مصطفى طلاس في سيرة الحب الكبير، 2003م.[6]
- حول مشروع قرار إخلاء المنطقة من أسلحة الدمار الشامل - 2005م
- التحديات التي تواجه الإعلام العربي في المرحلة المقبلة، مركز الدراسات الإستراتيجية، دمشق، 2008م.[7]
- مشكلات إدارية.. وحلول إصلاحية - 2020م.